# Tourneur de pages

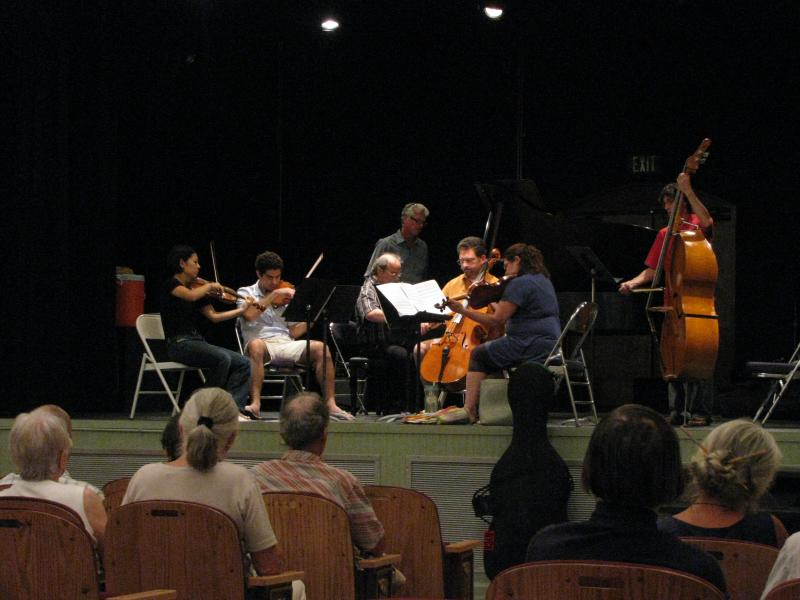
Sextuor musical avec son tourneur de pages

Un tourneur de pages est une personne employée à tourner des pages de partitions pour un soliste, souvent un pianiste, voire un ensemble musical, cette fonction s'exerçant durant une répétition ou une représentation.

## Présentation

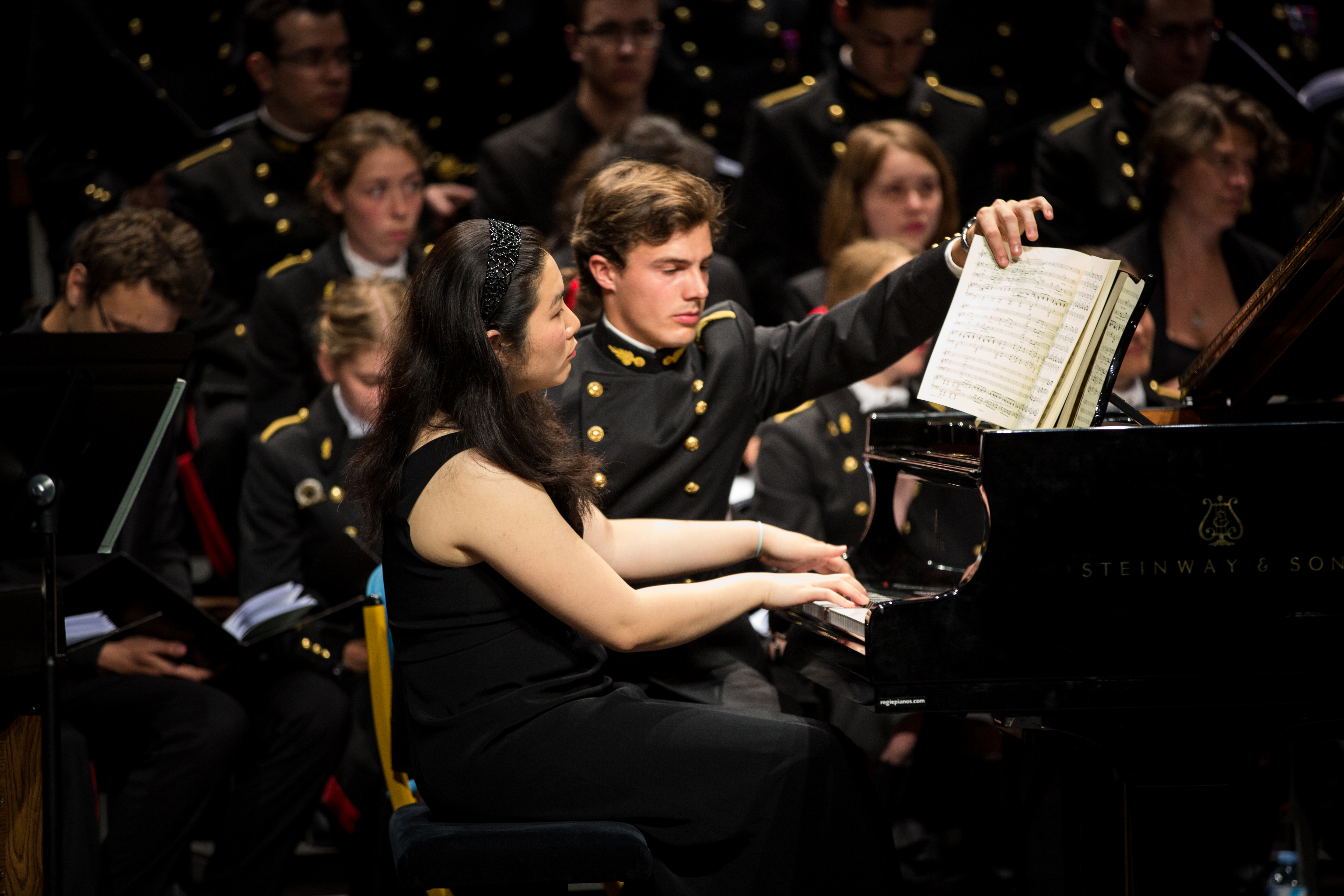
Tourneur de page durant une représentation d'un concert de l’ensemble vocal de l’École polytechnique en France

Dans les exemples les plus connus, le tourneur de pages accompagne un pianiste, cette fonction demande d'être très attentif aux reprises, et de savoir tourner les pages au bon moment. 
Selon Jean Fröhlich, régisseur de spectacle qui a exercé cette fonction en plus de son activité principale, ce métier n'en pas vraiment un, car il qualifie les cachets de tourneur de pages de « misérable » et ne peut donc être qu'une activité annexe, mais elle permet de dépanner certaines personnes attirés par les professions liés à la musique. De plus, le recrutement est assez aléatoire; généralement, le pianiste sollicite ses élèves, ou les élèves de ses collègues, lorsqu'il est en déplacement.
Il existe également des tourneurs de page (ou tourne-page) automatique.

## Dans les arts

### Dans la littérature
Der Umblätterer (« Le Tourneur de Pages ») est un site web littéraire allemand.
Il existe une collection dénommée « Le petit tourneur de pages », édité par Harmonia Mundi et à destination des enfants. Cette collection permet de présenter des instruments de musique divers et variés.

### Au cinéma
La Tourneuse de pages, film français réalisé par Denis Dercourt et sorti en 2006, a rendu populaire cette fonction. L'actrice Déborah François interprète le rôle titre.

## Confusion
En anglais, l'expression « page turner » peut désigner un livre particulièrement passionnant à lire et dont le lecteur ne peut s'empêcher de tourner les pages de façon fébrile.